# Тьодальв
Йен Ке́ннет О́кессон (норв. Ian Kenneth Åkesson), известный под псевдонимом Тьо́дальв (норв. Tjodalv; род. 22 февраля 1976) — норвежский барабанщик, является одним из основателей групп Dimmu Borgir и Old Man's Child. В настоящее время он играет в группах Black Comedy и Susperia. Тьодальв исполнял на гитаре композиции с первых альбомов Dimmu Borgir — Inn I Evighetens Mørke и For All Tid. Затем он сменил инструмент на барабаны, исполняя на них композиции альбома Stormblåst и продолжал работать на ударных по 1999 год. По семейным обстоятельствам и из-за разногласий в музыке он дружески расстался с Dimmu Borgir. Его заменил Николас Баркер, бывший барабанщик Cradle of Filth.
Незадолго до своего ухода из Dimmu Borgir он основал группу Susperia, в которой и играет по настоящее время.

## Дискография
- При участии в  Dimmu Borgir
  - Inn i evighetens mørke (1994)
  - For all tid (1995)
  - Stormblåst (1996)
  - Enthrone Darkness Triumphant (1997)
  - Godless Savage Garden (1998)
  - Spiritual Black Dimensions (1999)
- При участии в  Gromth
  - The Immortal (2011)
  - Alone (сольно, 2012)
- При участии в Susperia
  - Illusions of Evil (2000)
  - Predominance (2001)
  - Vindication (2002)
  - Unlimited (2004)
  - Devil May Care (EP, 2005)
  - Cut from Stone (2007)
  - Attitude (2009)
  - Nothing Remains (сольно, 2011)